# Une chanson c'est une lettre
"Une chanson c'est une lettre" (tradução portuguesa: "Uma canção é uma carta") foi a canção que representou o Mónaco no Festival Eurovisão da Canção 1975, cantada em francês por Sophie. Tinha letra de André Popp e música e orquestração de Boris Bergman.
A canção é uma balada em que Sophie explica qua podemos dizer coisas na canção ou na poesia que não podemos na vida real.
A canção monegasca foi a 14.ª a ser interpretada na noite do festival, a seguir à canção turca "Seninle Bir Dakika", interpretada por Semiha Yanki e antes da canção finlandesa "Old Man Fiddle", interpretada pela banda Pihasoittajat. A canção do Mónaco terminou em 13.º lugar, recebendo 22 pontos.